# Sigmar Kratzin

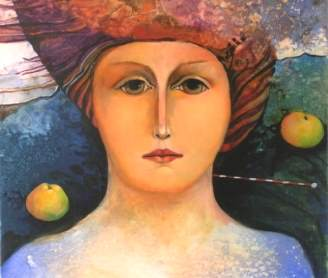
Sigmar Kratzin, Eckpunkte der Selbstbestimmung, 2001

Sigmar Kratzin (* 21. Mai 1940 in Nerchau-Schmorditz bei Leipzig; † 12. November 2023 in Dahn) war ein deutscher Lehrer und Maler des Phantastischen Realismus.

## Leben
1961 legte Kratzin am Carl-Duisberg-Gymnasium in Wuppertal das Abitur ab, anschließend studierte er an der Kunstakademie Düsseldorf Malerei und Bühnenbild. Danach absolvierte er ein Studium der Naturwissenschaften und der Kunstgeschichte in Mainz und Saarbrücken.
Von 1973 bis 1979 unterrichtete er als Lehrer am Studienseminar in Kaiserslautern, ab 1979 unterrichtete er in Speyer als Realschulrektor.
Sigmar Kratzin lebte bis zu seinem Tod in Dahn in der Südpfalz.

## Schaffen
Er war Mitglied der Arbeitsgemeinschaft Pfälzer Künstler und des Bundesverbandes Bildender Künstlerinnen und Künstler und hatte zahlreiche Ausstellungen im In- und Ausland, so in Belgien, Luxemburg, der Schweiz, in Italien, Frankreich und in Japan.
Über seine Werke schrieb der Brüsseler Le Soir: „Es gibt keinen Zweifel: Kratzin hat einiges zu sagen in der Nachfolge der alten europäischen phantastischen Malerei. Wohlgemerkt, er ist ein militanter Romantiker; in seinen Kompositionen ist wiederzufinden die entfesselte Natur, aber auch die Frauengesichter des Symbolismus und die ganze geheimnisvolle verschwenderische Fülle der Natur. Die Komplexität dieser Kunst ist evident.“ Eine der kleineren Arbeiten Kratzins war zum hundertjährigen Jubiläum der Gedächtniskirche der Protestation in Speyer die Gestaltung von Avers und Revers einer Gedenkmedaille zusammen mit Martina Ritscher.

## Ausstellungen (Auswahl)
- 1977  Ludwigshafen; Bonn
- 1978  Schifferstadt; Erftstadt-Liblar; Kulturamt der Stadt Kaiserslautern
- 1979  Brüssel unter der Schirmherrschaft des Deutschen Botschafters bei der EG
- 1980  Galerie Elitzer Saarbrücken; Bad Bergzabern Kurhaus als Gast der Kunstgilde
- 1981  Erftstadt-Liblar
- 1983  Brüssel unter der Schirmherrschaft des Deutschen Botschafters bei der EG
- 1984  Goethe-Institut/Thomas-Mann-Bibliothek Luxembourg
- 1985  Frankfurt und Basel; Villa Streccius Landau
- 1986  Brüssel unter der Schirmherrschaft des Deutschen Botschafters bei den EG
- 1988  Künstlerhaus Karlsruhe; Galerie Angle Aigu Brüssel
- 1989  "Kunst edition Waldherr" Kirchheimbolanden
- 1990  Genua
- 1991  Galerie Angle Aigu Brüssel
- 1994  Paris
- 1998  "Kelterhaus" Bonn-Muffendorf
- 2000  Schloss Kleinniedesheim, Kulturstätte des Landkreises Ludwigshafen
- 2001  Galerie Kulturraum Speyer; Willibald-Kramm-Preis-Stiftung Heidelberg
- 2002  "5. Rheinland-Pfälzische Kunstmesse in der Phönixhalle Mainz"
- 2005  Aktion "Kunst auf der Madenburg"
- 2006  Städtische Galerie Kulturhof Flachsgasse Speyer
- 2007  Galerie Venezia Pirmasens
- 2008  Kleiner Kunstbahnhof St. Julian
- 2010  Kreisgalerie Dahn – Ausstellung zum 70. Geburtstag
- 2010  Speyer Alter Stadtsaal[6]
- 2010  Schifferstadt Historisches Rathaus